# Fredriksberg östra
Fredriksberg östra – miejscowość (tätort) w Szwecji, w regionie administracyjnym (län) Dalarna, w gminie Ludvika.
Według danych Szwedzkiego Urzędu Statystycznego liczba ludności wyniosła: 283 (31 grudnia 2015), 283 (31 grudnia 2018) i 266 (31 grudnia 2019).